# The Transfer Agreement
The Transfer Agreement: The Dramatic Story of the Pact Between the Third Reich and Jewish Palestine ist eine 1984 erschienene geschichtliche Untersuchung von Edwin Black, die das Transfer-Abkommen (Ha’avara-Abkommen auf Hebräisch) zwischen zionistischen Organisationen und dem Deutschen Reich darstellt, durch das Juden und ihr Vermögen nach Palästina „transferiert“ wurden. Das Abkommen wurde teilweise durch den weltweiten Boykott deutscher Waren veranlasst, das den Interessen des Deutschen Reichs schadete. Trotz seines im Rückblick kontroversen Charakters war es eine der wenigen Aktionen zur Rettung von Juden und ihrem Vermögen während des Holocaust.

## Hauptthese
Das Buch dokumentiert das Abkommen aus dem Jahre 1933 zwischen Nazi-Deutschland und einer Organisation der Zionistischen Vereinigung für Deutschland um Juden und ihnen ihre Vermögenswerte zu retten und die freiwillige Auswanderung deutscher Juden nach Palästina zu fördern.
Der Autor stellt die verschiedenen Strömungen innerhalb des Judentums dar und betont, dass die Zionisten ihre Anliegen der Auswanderung nach Palästina über den Schutz der Juden durch schärfere wirtschaftliche Maßnahmen stellten.
Es wurden so etwa 60.000 deutsche Juden gerettet. Dabei war der weltweite Boykott deutscher Waren für die deutsche Seite ein Anreiz. Zu dieser Zeit lebten 175.000 Juden in Palästina (etwa 17 % aller Palästinenser), aber von 1933 bis 1936 wanderten 60.000 deutsche Juden ein und brachten einen Teil ihrer Vermögenswerte mit.

## Rezeption
Richard S. Levy von Commentary bestritt nicht die Fakten, warf Black aber mangelnde historische Relevanz vor: „Den historischen Berichten hat Black Verschwörungsgetue, unterschwellige Unterstellungen und Sensationshascherei hinzugefügt, aber nichts Neues, und vieles Falsche und moralisch Schäbige.“

## Auszeichnungen
- 1985: Carl Sandburg Award der Friends of the Chicago Public Library für das beste Sachbuch des Jahres 1984.[4]

## Auflagen
Edwin Black: The Transfer Agreement. The Dramatic Story Of The Pact Between The Third Reich And Jewish Palestine. Alle Auflagen erschienen bei Dialog Press:
- 1. Auflage: 1984
- 2. Auflage: 1999
- 3. Auflage: 2001
- 4. Auflage ('25th Anniversary edition'), 2009, ISBN 978-0-914153-13-9.